# Phthinocola dochmia
Phthinocola dochmia är en fjärilsart som beskrevs av Edward Meyrick 1886. Phthinocola dochmia ingår i släktet Phthinocola och familjen äkta malar.
Artens utbredningsområde är Tonga. Inga underarter finns listade i Catalogue of Life.